# والتر هدسون
والتر هدسون بالإنجليزية Walter Hudson هو أحد أثقل إنسان في العالم كان يتغدى بدجاجة وعشر بيضات مسلوقين وقارورتين مشروبات و8 خبزات و24 برغر بالإضافة إلى السلطات والمخللات وتوفي بسبب وذمة قلبية نتيجة تخزن الكولسترول والشحوم في جسده.